# Джавадов, Афис Магомедович
Афис Магомедович Джавадов (1973, Махачкала, Дагестанская АССР, СССР) — российский борец вольного стиля. Чемпион России.

## Спортивная карьера
Вольной борьбой начал заниматься с 1987 года. В 1994 году в Санкт-Петербурге стал чемпионом России. 1994 году занял 5 место на Играх Доброй Воли в Санкт Петербурге.

## Достижения
- Чемпионат России по вольной борьбе 1994 —

## Личная жизнь
В 1990 окончил школу № 38 в Махачкале. В 1995 году закончил экономический факультет Дагестанского государственного университета.
В 2000 году женился. Жена - Багина Дибирова.   
Имеет 2 детей. Дочь - Асият, сын - Магомед.